# Harold Wilson (atleta)

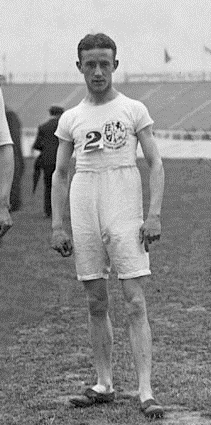
Harold A. Wilson en los Juegos Olímpicos de Londres de 1908

Harold Allan Wilson (21 de enero de 1885-17 de mayo de 1932) fue un atleta británico que compitió en los Juegos Olímpicos de 1908 en Londres.
Wilson ganó la medalla de plata olímpica en atletismo en los Juegos Olímpicos de 1908 en Londres. Terminó segundo en los 1500 metros con un tiempo de 4 min 3,6 s que estaba a dos décimas de segundo por detrás de la medallista de oro Melvin Sheppard de los EE. UU. que estableció un nuevo récord olímpico en la final.